# Коритњак (планина)
Планина Коритњак, која се наводи и под именом Коритник је планина у југоисточној Србији, која у геолошком и географском смислу припада карпатско-балканској групи планина на самој граници са старијом Српско-македонском масом.
Планина Коритњак простире се правцем северозапад-југоисток у висинским зонама од 250 до 808 метара надморске висине. Почиње северно од Нишке Бање, и наставља се југоисточно, као северозападни огранак Суве планине.

## Називи
Планина Коритњак — Планина Коритник

## Географија

### Положај и пространство
Коритњак је лоциран на јужном ободу Нишке котлине, у градској општини Нишка Бања на подручју града Ниша у Нишавском округу, као саставни део композитне Нишавске долине и северозападни огранак, истог назива (808 m), Суве планине (1.810 m), у северозападном подножју Црног камена (867 m), једног од сувопланинских врхова.
Коритњак се налази 4 km јужно од међународних комуникација; 
- железничке пруге (Беч–Будимпешта–Београд–Ниш-Софија–Истанбул)
- магистралног пута, гране В (Ниш–Софија–Истанбул) главног коридора 10 (Салцбург–Љубљана–Загреб–Београд–Ниш–Скопље–Велес–Солун).

Врх Коритњак је саобраћаницама удаљен од општине Нишка Бања 3,5 km, и Ниша, 12,5 km.
Површина простора на коме је смештен Коритњак износи 2,5 km². Овај простор граничи се насељима Прва Кутина са западне, Нишком Бањом са северне, Раутовом и Јелашницом, са источне и обронцима Црног камена (867 m), Суве планине, са јужне стране.
У подножју североисточних падина кречњачког Коритњака на широкој и благо нагнутој тераси (насталој током геолошке прошлости, акумулацијом бигра и радом флувијалног и денудационог процеса) размештена је Нишке Бање и нишко насеље Никола Тесла. (види доњу слику).

### Геоморфологија
Планина Коритњак представља типски предео покривен красом, у одмаклом стадијуму морфолошко-хидролошког развитка, на површини од око 2,5 km², на коме је откривено двадесетак вртача различитих димензија. Вртачасти крашки облици могу се наћи и уподножју Коритњака у Нишкој Бањи. Тако се на бањском простору могу видети облици антропогене геоморфологије, на доњој тераси која се диже одсеком од нишавске равни високим 18 до 22 метара, и на којој су постојала левкаста удубљења врела, веома богата калцијум-карбонатом који се таложио на њиховом ушћу, пошто се ту разливао.
Кречњачки блок Коритњак укљештен је између три раседа: Заплањског, на северозападу, Нишавског раседа на северу и Студенског раседа на североистоку. Дуж Студенског раседа усекао се Раутовачки поток, који има посебан утицај на квалитет вода термалних врела Нишке Бање.
Са стрмих и до скора оголелих страна Коритњака, због немогућности да увек прими сав атмосферски талог, у време летњих пљускова и отапања снега, текле су бујице површинске атмосферске воде, која је наносила велику штету околним насељима. Једна од бујица сливала се испод села Коритњака ка северозападном делу Нишке Бање, и створила „коритасти“ жлеб по коме су село и узвишење (високо 808 m), добили назив.

### Геолошка прошлост
Планина Коритњак се налази на граници најстарије, родопске масе на Балканском полуострву и млађих набраних планина. Родопској маси припада Селичевица, а млађим набраним планинама Коритњак. Издизањем родопске масе, издигла се планина Селичевица и постала копно још у палеозоичко доба. Новостворено копно окруживала су многа мора, која су у прошлости Земље покривала површину простора на коме се данас налази Нишка котлина.
У околини Коритњака на појединим деловима Суве планине пронађени су кречњаци и лапорци са фосилима, помоћу којих је утврђено да ови седименти припадају периоду јуре. Што је показатељ трансгресије јурских мора и до простора на коме је сада Коритњак.
За време еоцена, околина Суве планине била је копно. То стање из основа променили су покрети у Земљиној кори који су вероватно почели још у креди, а највећу снагу достигли у олигоцену и миоцену. За време тих покрета нишавска област је била набрана јаче него било која друга на Балканском полуострву. Тада су се издигле кречњачке масе од којих су настале Сува планина, Селичевица и Коритњак. За то доба везује се и постанак раседа и стварање великих удолина у њима. Светолик Стевановић тврди: „Нишавска удолина морала је бити створена до краја миоцена, јер је у плиоцену већ била потопљена великим језером са којим почиње језерска периода.”
У језерском периоду развоја нишавске долине, према резултатима истраживања, могу се издвојити три фазе или три језерска пода (терасе).
| Фазе језерског периода развоја нишавске долине | |
| Језерске фазе                                  | Карактеристике језерских фаза |
| Прва                                           | У најстаријој језерској фази површина језера достигла је висину од 830 метара у односу на данашњу надморску висину. Из воде је вирио само гребен Суве планине и врх Селичевице, док је Коритњак био потопљен. После дужег мировања при крају фазе наступило је доба интензивних тектонских покрета, који су изменили конфигурацију језерског дна и изазвали релативно брзо спуштање новог нивоа са 830 на 610 метара.                                          |
| Друга                                          | Ову језерску фазу карактерише смиривањем покрета, и пад висине воде, што је повећало копнене површине. При самом крају фазе поново је дошло до великих покрета, па је ниво језера сишао на 500 метара. У овој фази дошло је и до главног издизања пречага између басена, чиме су обележене контуре данашњих котлина на простору Југоисточне Србије. |
| Трећа                                          | У последњој језерској фази некада велико језеро распало се у четири мања, која су испунила Нишку и суседне котлине. Нишко језеро изгледало је тада као залив већег језера, које је заузимало лесковачко-алексиначко поморавље. Јаки тектонски покрети јавили су се и на крају ове фазе, која припада горњем плиоцену. Ови тектонски покрети изазвали су промене у висинама земљишта, због чега је наступило брзо отицање језера и формирање плиоценске Нишаве. |

У формирању данашњег рељефа Коритњака учествовала је и Нишава. Када се појавила као река крајем плиоцена, Нишава је текла у подножју Коритњака на 350 до 360 метара надморске висине, односно 150 до 160 метара више од данашње површине тла код железничке станице „Нишка Бања“. Трагови њене најстарије терасе видљиви су и на надморској висини од 450 до 460 метара.
Нишава је у подножју Коритњака (на простору данашње Нишке Бање) усекла четири терасе тако да се терен степенасто спушта идући од Коритњака ка Нишави. На највишој тераси од 50 метара релативне висине (248 м апсолутне висине) налазе се зграде и бањски парк, на тераси од 35 м релативне висине куће ранијег села „Бања“, а на тераси од 20 м релативне висине део насеља око основне школе. Најнижа тераса од 10 м релативне висине је под ливадама.
Зато можемо рећи да је данашњи облик ширег рељефа око Коритњака производ раседа, вода Нишког језера и реке Нишаве.

#### Сеизмолошке карактеристике
У сеизмололошком погледу територија Коритњака, као и територија Суве планине у чијем се подножју она налази, спада у ред трусних области на подручју Србије. Овај део Балканског полуострва је део сеизмички веома активног подручја у области Медитеранско-трансазијског сеизмичког појаса. У сложеним раседним зонама под сувопланинским ободом и на простору Сићевачке клисуре и Нишке Бање повремено је изражена неотектонска активност. Она се манифестује у сеизмичким појавама са утицајима потреса на хидролошке карактеристике подземних и површинских вода и морфолошким променама рељефа. На разарање на ширем подручју Коритњака у другој половини 19. века, утицало је чак 17 сеизмичких потреса (1851, 1855, 1858. и 1866).
Свакодневну егзистенцију простора Коритњака понекад је прилично реметио и „наставак” сеизмолошких активности. Исте су била с различитим интензитетом, готово у непрекидном низу година, посебно везано за следећа два уочљива периода од средине седме па до средине девете деценије 19. века. Јачи земљотреси су забележени 1867, 1868, 1869, 1870, 1871. и 1872, као и 1876, 1878, 1879, 1881, 1883, 1885. и 1886. године. И они су, као и претходни, свакако „оставили” незнатне или упадљиве последице на географију Коритњака, Нишке Бање и Нишке котлине у целини.
На сеизмолошкој карти хазарда региона, Коритњак и Нишка Бања (РСЗ 2010) за повратни период од 500 година налази се у зони VIIIº МСК скале.

### Демографија
У насељу Коритњак, једином насељу на овој планини већ неколико година нема становника. У насељу има још неколико празних и оронулих кућа.
Према попису из 2002. у истоименом селу Коритњак није било становника (према попису из 1991. било је 8 становника). Коритњак је 2002. године, након расељавања остало без сталних становника..
Ово насеље је у потпуности било насељено Србима (према попису из 1991. године).
|  |

| Демографија--- | Демографија--- | Демографија--- |
| Година         | Становника     | Становника     |
| -------------- | -------------- | -------------- |
| 1948.          | 171            |                |
| 1953.          | 157            |                |
| 1961.          | 106            |                |
| 1971.          | 17             |                |
| 1981.          | 12             |                |
| 1991.          | 8              | 8              |
| 2002.          | 0              | 0              |

| Година пописа     | 1948. | 1953. | 1961. | 1971. | 1981. | 1991. | 2002. |
| ----------------- | ----- | ----- | ----- | ----- | ----- | ----- | ----- |
| Број домаћинстава | 30    | 28    | 27    | 7     | 5     | 4     | 0     |

| Број чланова      | 1 | 2 | 3 | 4 | 5 | 6 | 7 | 8 | 9 | 10 и више | Просек |
| ----------------- | - | - | - | - | - | - | - | - | - | --------- | ------ |
| Број домаћинстава | 0 | 0 | 0 | 0 | 0 | 0 | 0 | 0 | 0 | 0         | 0      |

| Пол    | Укупно | Неожењен/Неудата | Ожењен/Удата | Удовац/Удовица | Разведен/Разведена | Непознато |
| ------ | ------ | ---------------- | ------------ | -------------- | ------------------ | --------- |
| Мушки  | 0      | 0                | 0            | 0              | 0                  | 0         |
| Женски | 0      | 0                | 0            | 0              | 0                  | 0         |
| УКУПНО | 0      | 0                | 0            | 0              | 0                  | 0         |

| Пол    | Укупно                    | Пољопривреда, лов и шумарство | Рибарство                            | Вађење руде и камена | Прерађивачка индустрија       |
| ------ | ------------------------- | ----------------------------- | ------------------------------------ | -------------------- | ----------------------------- |
| Мушки  | 0                         | 0                             | 0                                    | 0                    | 0                             |
| Женски | 0                         | 0                             | 0                                    | 0                    | 0                             |
| УКУПНО | 0                         | 0                             | 0                                    | 0                    | 0                             |
| Пол    | Производња и снабдевање   | Грађевинарство                | Трговина                             | Хотели и ресторани   | Саобраћај, складиштење и везе |
| Мушки  | 0                         | 0                             | 0                                    | 0                    | 0                             |
| Женски | 0                         | 0                             | 0                                    | 0                    | 0                             |
| УКУПНО | 0                         | 0                             | 0                                    | 0                    | 0                             |
| Пол    | Финансијско посредовање   | Некретнине                    | Државна управа и одбрана             | Образовање           | Здравствени и социјални рад   |
| Мушки  | 0                         | 0                             | 0                                    | 0                    | 0                             |
| Женски | 0                         | 0                             | 0                                    | 0                    | 0                             |
| УКУПНО | 0                         | 0                             | 0                                    | 0                    | 0                             |
| Пол    | Остале услужне активности | Приватна домаћинства          | Екстериторијалне организације и тела | Непознато            | Непознато                     |
| Мушки  | 0                         | 0                             | 0                                    | 0                    | 0                             |
| Женски | 0                         | 0                             | 0                                    | 0                    | 0                             |
| УКУПНО | 0                         | 0                             | 0                                    | 0                    | 0                             |

### Климатске одлике
Просечна годишња температура ваздуха (11,74 °C) сврстава Коритњак и њену околину (нишку котлину) у пределе са умереноконтиненталном климом и најтоплије подручје Србије. Средња месечна температура, мерено за период (1950—2009) показује правилан распоред са појавом једног истакнутог минимума у јануару и максимума који је готово истоветан током јула и августа, са средњом годишњом температуром од 11,74 °C. Најтоплији месец је јул са просечном температуром од 21,4 °C (и у просеку, топлији од августа за 0,2 °C), а најхладнији јануар са средњом температуром од -0,2 °C.
Зиме су на Коритњаку дуге, али не превише хладне. Трају у просеку 99 дана са средњом температуром од 1,53 °C. Позитивна јануарска и висока средња зимска температура указује на општи карактер зиме. Међитим, не тако ретко могући су и краћи периоди са негативним температурама. Средњи број мразних дана није велики (77,2), али они се јављају од септембра до априла. Такође, није ретка ни појава ледених дана. Готово сваки четврти јануарски дан на коритњаку би се могао сврстати у категорију ледених дана.
Пролеће и јесен су у правом смислу на Коритњаку и у његовој околини, прелазна годишња доба. Пролеће је дуже од јесени за осам дана, али јесен је топлија од пролећа за 0.2 °C.
Лето је на Коритњаку дуго и топло. Траје 108 дана (15 дана дуже од календарског лета) са средњом температуром од 21,37 °C. Током јула и августа готово сви дани су са температуром изнад 25 °C (летњи дани), сваки други је тропски дан (учесталост је у августу 14,9 дана), а забележене су и тропске ноћи (3,7 дана).
| Средње темературе годишњих доба у Нишкој котлини (1950—2009) |         |          |          |          |
| Годишње доба                                                 | Зима    | Пролеће  | Лето     | Јесен    |
| Средња температура                                           | 1.53 °C | 11.87 °C | 21.37 °C | 12.07 °C |

Годишње у просеку падне 589,6 mm кише и снега по квадратном метру и буде у просеку 123 кишовита дана и 43 дана са снегом. Просечан број дана са снежним покривачем је 45,0, са маглом 13,7 и градом 1,1.
Просечни ваздушни притисак је 992,74 милибара.
Ваздушна струјања на територији Коритњака и шире околине су нормално заступљена, без екстремних и изразито рушилачких карактеристика са просечном брзином ветра нешто мањом од 3 бофора. Претерано високи и ударни термички износи у летњем периоду, ублажени су константним ваздушним струјањима и повољном изменом долинског и планинског ваздуха са падина Суве планине и нишавске долине из правца Сићевачке клисуре. Из истих разлога и појава магловитости на подручју Коритњака није типична; а уколико се и манифестује везана је скоро углавном за зимски период и доста узан долински појас око реке Нишаве у подножју КОритњака. У току године на ширем простору Коритњака просечно је 57,7% дана са ветром, а 42,3% дана су тисане.
Најизразженији су северозападни и западни ветар, који доносе захлађење и падавине, затим следе североисточни и источни ветар (Кошава), затим јужни и југоисточни, који не испољавају већу снагу, и у исто време доносе топлоту. Северни ветар, нишкобањском крају доноси највећи пад температуре. На ширем простору Коритњака, од свих ветрова, најмање је заступљен северозападни ветар.
Максимална икад забележена температура била је 44,2 °C 24. јула 2007, а најнижа -23,7 °C 25. јануара 1963. Максимална количина падавина регистрована је 5. новембра 1954. и износила је 76,6 mm. Највећа дебљина снежног покривача износила је 62 cm, од 23. до 25. фебруара 1954.
Климатске промене Ниша, Нишке Бање која је на северним падинама Коритњака, прати метеоролошка станица која се налази у нишкој тврђави на 202 метра надморске висине и која бележи податке о времену од 1889.
Средње температуре и количине падавина за период од 1961. до 1990. приказане у следећој табели за Град Ниш идентичне су и за Нишку Бању:
| Клима Ниша (просек 1961—1990) | Клима Ниша (просек 1961—1990) | Клима Ниша (просек 1961—1990) | Клима Ниша (просек 1961—1990) | Клима Ниша (просек 1961—1990) | Клима Ниша (просек 1961—1990) | Клима Ниша (просек 1961—1990) | Клима Ниша (просек 1961—1990) | Клима Ниша (просек 1961—1990) | Клима Ниша (просек 1961—1990) | Клима Ниша (просек 1961—1990) | Клима Ниша (просек 1961—1990) | Клима Ниша (просек 1961—1990) | Клима Ниша (просек 1961—1990) |
| Показатељ \ Месец             | .Јан.                         | .Феб.                         | .Мар.                         | .Апр.                         | .Мај.                         | .Јун.                         | .Јул.                         | .Авг.                         | .Сеп.                         | .Окт.                         | .Нов.                         | .Дец.                         | .Год.                         |
| ----------------------------- | ----------------------------- | ----------------------------- | ----------------------------- | ----------------------------- | ----------------------------- | ----------------------------- | ----------------------------- | ----------------------------- | ----------------------------- | ----------------------------- | ----------------------------- | ----------------------------- | ----------------------------- |
| Средњи максимум, °C (°F)      | 3,8 (38,8)                    | 7,1 (44,8)                    | 12,3 (54,1)                   | 18,0 (64,4)                   | 22,9 (73,2)                   | 25,9 (78,6)                   | 28,0 (82,4)                   | 28,5 (83,3)                   | 24,8 (76,6)                   | 18,9 (66)                     | 11,7 (53,1)                   | 5,4 (41,7)                    | 17,3 (63,1)                   |
| Просек, °C (°F)               | −0,2 (31,6)                   | 2,5 (36,5)                    | 6,7 (44,1)                    | 11,9 (53,4)                   | 16,6 (61,9)                   | 19,5 (67,1)                   | 21,3 (70,3)                   | 21,1 (70)                     | 17,2 (63)                     | 11,9 (53,4)                   | 6,4 (43,5)                    | 1,7 (35,1)                    | 11,4 (52,5)                   |
| Средњи минимум, °C (°F)       | −3,5 (25,7)                   | −1,3 (29,7)                   | 1,8 (35,2)                    | 6,1 (43)                      | 10,4 (50,7)                   | 13,4 (56,1)                   | 14,5 (58,1)                   | 14,4 (57,9)                   | 11,1 (52)                     | 6,5 (43,7)                    | 2,4 (36,3)                    | −1,4 (29,5)                   | 6,2 (43,2)                    |
| Количина падавина, mm (in)    | 41,3 (16,26)                  | 40,3 (15,87)                  | 45,3 (17,83)                  | 51,3 (20,2)                   | 66,7 (26,26)                  | 69,7 (27,44)                  | 43,6 (17,17)                  | 43,3 (17,05)                  | 43,6 (17,17)                  | 34,1 (13,43)                  | 56,8 (22,36)                  | 53,6 (21,1)                   | 589,6 (232,13)                |
| [ тражи се извор ]            |                               |                               |                               |                               |                               |                               |                               |                               |                               |                               |                               |                               |                               |

Захваљујући оваквим карактеристикама климе, Коритњак заједно са Нишком Бањом и његовом околином, према термичким показатељима, имају велики потенцијал у погледу развоја туризма, нарочито излетничког и рекреационог. Због повољног положаја и руже ветрова на врху Коритњака изграђена је једно од напознатијих полетишта за параглајдин у Европи. Излетничка сезона траје 206 дана, а купалишна и рекреациона (на отвореним просторима) 88 дана.

### Термалне појаве и извори Коритњака
Термоминерални извори Нишке Бање избијају под висовима Коритњака. Они су у раседној зони, ограниченој северним странама кретацејских кречњака Кованлука. Ти су кречњаци испресецани многобројним дијаклазама испуњени белим калцитским жилицама. У самој подножју Коритњака, на нишавској тераси застрвени су дебелим слојем бигра, чија је просечна дебљина наслага око 10 m, али местимично и до 20 m.
У термалном подручју око Коритњака, утврђени су раседи (са свих страна осим са оне која се веже за Суву планину). Ту почиње, и сноп заплањских раседа правцем северозапад—југоисток, дуж којих је спуштена Заплањска котлина.
Најиздашнији извори Коритњака избијају на „подмлађеним раседима“; терма Сува бања на студенском; Главно врело на укрштању тог и заплањског раседа. Сем ових, у разбијеном изворишту термалне зоне Нишке бање, уочена је појава и других извора; врела Мало грло (око 320 m источно од Суве бање) и повременог, врло слабог термалног извора Авуз (каптираног у у данашњој Школској чесми).
Истраживања су указала да термалне терасе нису постале само таложењем бигра из воде главног врела, већ и из других извора на загату. Нови профили бигрених салива, откривени просецањем приступног пута за нишкобањску пећинску терму 1968. потврђују, да се на релативном загату, истицање термоминералне воде вршило из низа извора вероватно на целом нишкобањском подножју Коритњака.

#### Порекло термалних вода
На основу геолошких и хидрогеолошких истраживања, претпоставља се да је термалне воде које извиру из Коритњака и снабдевају Нишку Бању вадозна, метеорска вода са слива Суве планине која понире у веће дубине где се загрева, па поново избија на површину користећи Нишавски расед.
Сабирну област вода испод Коритњака представља појас који се пружа између Студеничког и Заплањског раседа правцем северозапад-југоисток на дужини од око 50 km и површина око 150 km2. Највећи део сабирне области чине лијаски пешчари, који су покривени интензивно скрашћеним кречњацима Суве планине и Коритњака.
У дубину, ова вода продире до контакта црвених пешчара и шкриљаца који је испред Нишавског раседа на дубини од око 1.500 m, на којој се вода, уз лагано кретање, може да загреје до преко 50 °C. Сабирна област у јужном делу налази се на 2.000 m изнад овог контакта, те је вода на раседу под довољним хидростатичким притиском да се попне до површине. Приликом пењања, вода се расхлађује услед прилива хладније воде из виших хоризоната пешчара и хладне крашке воде.
Тек почетком 20. века доказано да је топла вода која извире из Коритњака минерална, јер поред алкалија садржи и минималне количине гвожђа, алуминијума, сулфата, нитрата и бората. Због свега тога уврштена је у акратотерме. Међутим, права балнеолошка вредност ових вода била је непозната до 1909, када је радиоактивност установио др Марко Леко.

### Тло и вегетација
У погледу састава тла и размештаја вегетације на ширем простору Коритњака, доминирају, шуме, пашњаци, виногради, баште и воћнаци. Климатске условљености „наметале“ су и заступљеност неких врста субмедитеранског биља на овом простору. 
У времену од 1870. до 1878. а негде и до 1880. године, и касније, постојали су велики комплекси шума и лугова. У шумама тог планинског предела, уклопљеног између Суве планине и Нишавске котлине, главно шумско дрво била је буква, затим храст, габрић, клен (кун), јасен и јоргован. На шумским пропланцима биле су честе обложине - шумски пашњаци на којима је напасана стока. Обложине су постепено разорене каснијом девастацијом природне вегетације, индуцираним вододеринама (четвртог степена денудивности). У новије време њеном регенерацијом, аграрном економском специјализацијом и урбанизацијом, видно је измењен предео географског лика Коритњака, тако што на већем делу простора и околине, доминирају шуме, виноградарске и воћарске зоне и баште.
У нижим деловима на у подножју Коритњака, а на простору Нишке Бање, око Нишаве заступљено је приречно дрвеће: врба, топола, јова и лужњак. У подбањској зони обрадиво земљиште чине гајњаче створене од јако карбонатне иловаче, песковите иловаче, песковито глиновите и лесолике иловаче.
У зонама Коритњака, природна шумска вегетација највише је заступљена у шумама које припадају климатогеној шуми сладуна и цера са грабићем (Carpino orientalis – Quercetum frainetto-cerris), која одговара овдашњим вегетацијским макроклиматским условима. Карактеристичних биоценоза подпровинције медитеранских планинских камењара и пашњака има у источном делу Коритњака изнад Јелашничка клисура, на надморској висини од око 800 метара.

## Туризам
У Нишкој Бањи се традиционално већ више од 10 година одржавају такмичења у параглајдингу, где такмичари крећу са обронака Коритњака, на коме постоји уређена стаза за полетање и спуштају се у Нишку Бању, а могу летети и даље па чак и до 80 km.
Најзначаније такмичење из параглајдинга одржано у Нишкој Бањи било је 3. Светско првенство у прецизном слетању параглајдером, које је на терену Коритњак одржано од 7. до 14. августа 2005, по одлуци међународне организације ФАИ. Тим поводом је на ширем простору Коритњака уређено ново полетиште, позиционирано за правац ветра који доминира у овом подручју и прилазни пут до полетишта на Коритњаку, тако да је данас до самог полетишта могуће доћи путничким аутомобилом.
Сваке године са Корињака следе нова такмичења у параглајдингу. Августа месеца 2007. одржано је Предевропско првенство у прецизном летењу параглајдером, а у августу 2008. и Прво свеобухватно европско првенство у параглајдингу.